# Mao Zedong y la Segunda Guerra Sino-japonesa
La relación entre Mao Zedong y la segunda guerra sino-japonesa tuvo un impacto de manera favorable al movimiento revolucionario de Mao Zedong (o Mao Tse Tung). No se puede negar que esta guerra solo le trajo beneficios al movimiento maoísta, ya que la segunda guerra sino-japonesa le proporcionó el tiempo suficiente para convencer de su ideología a la gente del pueblo que era la que más vulnerable era debido a la mala gestión de los recursos de la nación china.

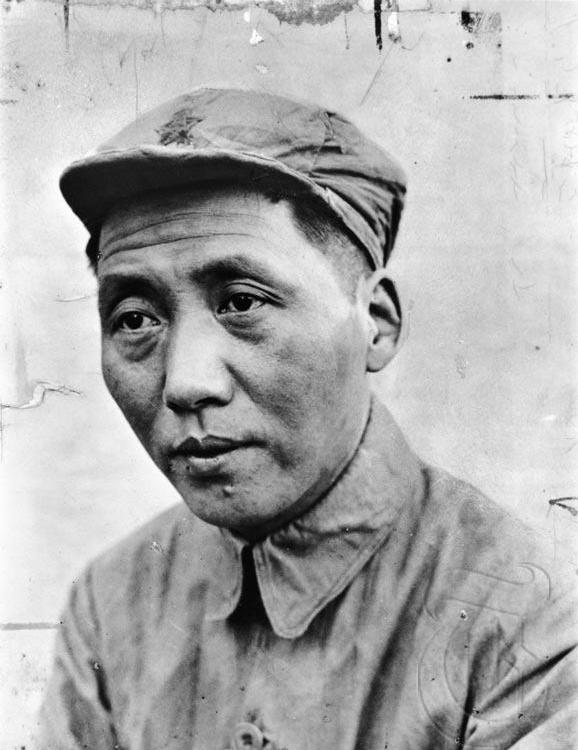
Mao Zedong (1935)

## Antecedentes
A inicios del año 1937, el mundo había sido afectado por diversos conflictos, en lugares como Europa donde los países afectados adoptaron el totalitarismo como medio de escape. En Asia, la situación no era muy diferente, el imperialismo japonés se estaba haciendo presente con pequeños conflictos en territorios cercanos a China y los japoneses reclamaban espacios geográficos que claramente no les pertenecían a ellos. Como menciona un artículo de 2014:
Esta situación causó que la gente necesitara de un líder que procurara el bien de la población, y no solo el bien de unos pocos. Y el líder más prometedor que había en la época era Mao Tse Tung. Que de aldea en aldea esparcía su filosofía, y su forma de pensar, la cual era del agrado de los pueblerinos. Ya con el apoyo de la gente a sus espaldas, la segunda guerra sino-japonesa solo potenció y masificó el impacto de esta nueva visión política que trataba Mao Tse Tung, y esta serie de sucesos históricos estableció un proceso histórico que cambiaría al surgimiento a la República Popular China.

## Desarrollo

### El inicio del conflicto sino-japonés
La segunda guerra sino-japonesa supuso la culminación de la tensión creciente entre China y Japón, que se remontaba a la anterior guerra entre los dos países. Tras la primera guerra sino-japonesa, un suceso histórico que marcaría a Japón fue cuando la nación del sol naciente había incorporado ya Taiwán a su territorio, la isla de Taiwán había pertenecido a China hasta 1895 y mediante un conflicto (primera guerra sino-japonesa) Japón se hizo del territorio, y los planes expansionistas de este país continuarían durante el principio del siglo XX. Al final de la Primera Guerra Mundial, el Tratado de Versalles (1919) había concedido a Japón numerosos privilegios comerciales en China, específicamente en las provincias de Shangdong y Manchuria, que causaron un gran resentimiento entre la población y que desembocó en las protestas populares del Movimiento del Cuatro de Mayo. Japón en 1931 sufría la disminución de exportaciones por el menoscabo del comercio en la Gran Depresión y las medidas proteccionistas que las potencias pusieron en marcha para tratar de mitigarlo. Los altos mandos del Ejército de Kwantung, los cuales protegían el ferrocarril del Sur de Manchuria, decidieron ocupar esta región, con la esperanza de que la región sirviese como fuente de recursos alimenticios y materias primas y como mercado de los productos japoneses. El mando militar creía que la invasión permitiría alcanzar la provincia China, y todo lo que esta conllevaba (Mano de obra barata y terreno para cultivar) que se consideraba fundamental para la futura guerra contra las potencias occidentales. En febrero de 1932, Japón establecía el Estado de Manchukuo en Manchuria, ante la incapacidad de la República de China, gobernada por el partido nacionalista Kuomintang (KMT), que parecía incapaz de garantizar la integridad territorial del país. En una lectura se explicó que, “al otorgar un papel fundamental a Manchuria en la supervivencia del imperio, los militares japoneses lo hicieron también a su defensa, lo que finalmente les llevó a extender la guerra a China y a chocar con la URSS.” 

### La segunda guerra sino-japonesa
Después de varios roces entre nipones y chinos con asuntos económicos y territoriales, el 7 de diciembre de 1937 sucedería un hecho histórico porque ocurrió el incidente del puerto de Marco Polo, el cual fue un malentendido de los japoneses porque ellos pensaron que un ciudadano japonés había sido raptado por China. Después de esto, la nación del sol naciente ofreció disculpas a China, pero Chiang Kai Shek no aceptó las disculpas de Japón, y le ordenó a su ejército a luchar contra los japoneses en el norte.
A finales de julio, los nipones habían expulsado a las tropas enemigas de Pekín y Tianjin y habían empezado a enviar doscientos mil soldados más al norte de China. En ese entonces, el plan japonés no iba mucho más allá de tratar de aniquilar los ejércitos chinos en esta región. Para sostener a las tropas de los caciques militares de la zona, Chiang Kai-shek envió al norte a parte de sus mejores unidades, adiestradas y armadas por Alemania, al tiempo que creaba un segundo frente en Shanghái y reunía fuerzas también en el importante nudo de comunicaciones de Xuzhou, por entonces fuera del alcance de las fuerzas navales y aéreas enemigas.

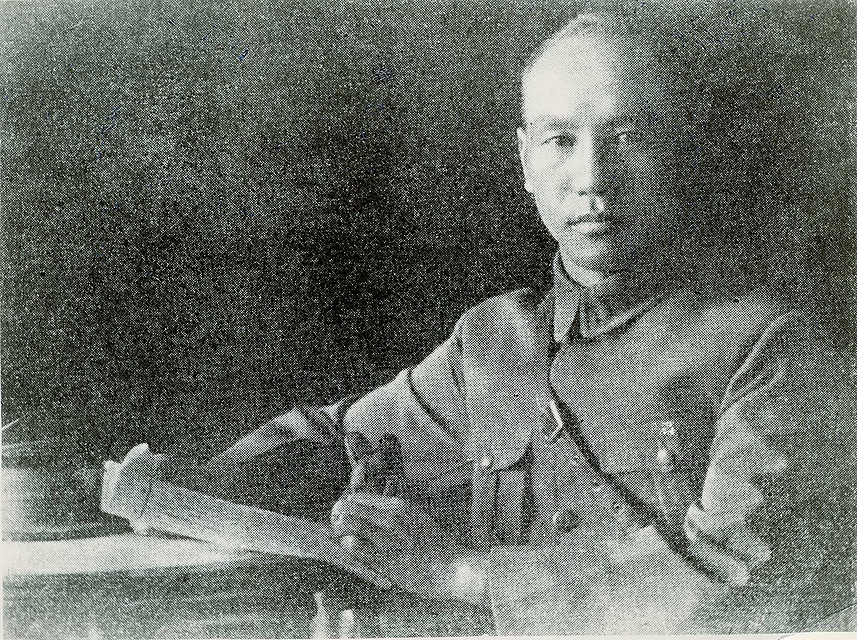
Chiang Kai-shek (1926)

Desde mediados de agosto, se combatía en un segundo frente (el de Shanghái). Para evitarle el disgusto a las potencias, a las que ninguno de los dos bandos deseaba enojar, los encarnizados choques se llevaron a cabo fuera de la ciudad, lejos de la concesión internacional y la concesión francesa. Pese a enviar cinco divisiones para tomar las fortificaciones chinas, los japoneses con muchas dificultades consiguieron avanzar y sufrieron una muy considerable cantidad de bajas. A mediados de septiembre, este frente estaba casi fijo. Para octubre los muchos y vanos intentos de los nipones de arrebatar a los chinos sus posiciones fortificadas les costaron más de veinticinco mil bajas, aunque el bando enemigo también tuvo grandes pérdidas. Los dos bandos enviaron más unidades a Shanghái, pero nadie logró imponerse frente a su enemigo.
Los soldados del sol naciente quebraron por fin las defensas chinas a principios de noviembre de 1937. Un desembarco japonés al sur de Shanghái puso en peligro a lo que restaba de las unidades chinas, que terminaron por retirarse. La muy violenta batalla de Shanghái se cobró aproximadamente cuarenta mil bajas japonesas y probablemente unas doscientas mil bajas chinas. Japón salió como el gran vencedor en esta batalla. Pero, China todavía estaba al pendiente porque los siguientes objetivos de los japoneses iban a ser Nankín y Xuzhou.
El Generalísimo Chiang Kai-shek, después de ver lo que había pasado con Shanghái, ordenó a las tropas sobrevivientes que se movieran a Nankín y a Xuzhou. Pero, la constancia de Japón y su exorbitante cantidad de soldados fueron demasiado para una China que ya estaba muy desgastada por la constante presión que aplicaba Japón, incluso antes de que estos declararán la guerra. Viendo esto Chiang Kai-shek y el general Cheng Cheng, se pusieron de acuerdo para retirar las fuerzas élite de China, y el general Shengzhi ordenó a estas tropas que se retiraran, e introdujo a cien mil soldados que no habían recibido el entrenamiento adecuado. Esto fue hecho para que China aunque perdiese este frente de batalla, con sus fuerzas especiales podría ser posible que siguieran batallando en otros frentes. Pero, esto abrió paso a la mayor tragedia de esta guerra: La masacre de Nankín.
El ejército japonés se trasladó hacia el norte tras capturar Shanghái en noviembre de 1937, y conquistaron Nankín en la batalla de Nankín, el 13 de diciembre de 1937. En una lectura se menciona, “los altos mandos del ejército nacionalista chino habían huido de la ciudad antes de la llegada del ejército japones, dejando atrás a miles de soldados chinos que se habían quedado atrapados en la ciudad amurallada de Nankín”.
Lo que ocurrió después de la llegada del ejército japonés en la ciudad de Nankín es y ha sido una de las tragedias más impactantes que han ocurrido en toda la historia del continente asiático. Los soldados japoneses no se contuvieron con sus acciones, los soldados nipones hicieron lo que quisieron con los habitantes de Nankín. Uno de los hechos más reconocidos fue el genocidio de civiles, se estiman que fueron asesinados medio millón de civiles inocentes. Y también se llevaron a cabo un aproximado de veinte mil violaciones. Todos estos números fueron recopilados por Tribunal Penal Militar Internacional para el Lejano Oriente que se encargó de difundir estas estadísticas en 1938.

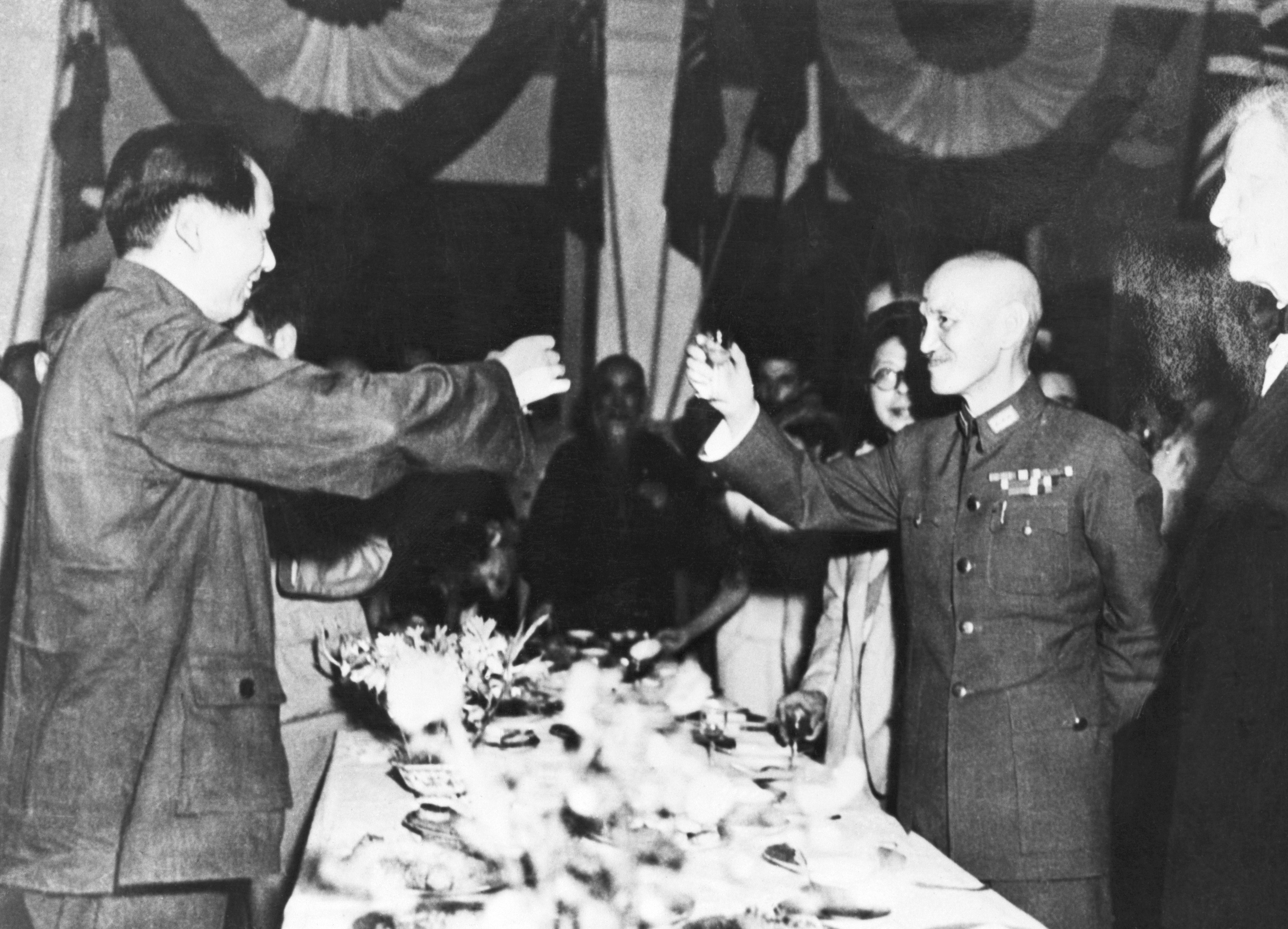
Mao Zedong y Chiang Kai-shek (1945) celebrando por la victoria contra Japón.

La última gran batalla que habría entre China y Japón fue la de Wuhan, la última gran ciudad industrial que no se hallaba ya bajo control japonés. Un ejército japonés de cuatrocientos mil hombres al mando del príncipe Kotohito atacó la urbe a orillas del río Yangtsé (El río más grande de China).
Wuhan era el mayor centro productor de carbón y acero al sur de Manchuria, un nudo ferroviario donde convergían diversas líneas y que tenía una gran población; su pérdida podría suponer un enorme revés para el esfuerzo bélico chino. Chiang Kai-shek no estaba dispuesto a perderla, por lo que movilizó setecientos noventa mil hombres para defenderla (incluyendo muchas de sus tropas elite) si Japón se hacía del poder de Wuhan, China le otorgaría mucho territorio y más importante aún mucha materia prima que Japón podría usar a conveniencia propia. La alianza entre el Kuomintang (Representado por Chiang Kai-shek) y el Partido Comunista Chino (Representado por Mao Zedong) fue llevada a cabo por la defensa de la ciudad. Los japoneses, a pesar de padecer largas líneas de abastecimiento y el agotamiento de sus tropas por los continuos y duros combates, vieron en esta batalla la oportunidad de aniquilar las principales fuerzas del Kuomintang, por lo que decidieron emprender un ataque previamente planeado para rodear a sus enemigos en torno a la ciudad.
Los chinos concentraron sesenta divisiones en torno a la ciudad para defenderla de la acometida japonesa, que seguía tres direcciones de avance: a lo largo de Yangtsé —ruta que seguía el grueso de las fuerzas niponas—, la línea férrea de Longhai desde Kaifeng y la carretera que desde Hefei en Anhui cruzaba las montañas Dabie. En total, un millón de soldados chinos defendieron la ciudad de Wuhan.

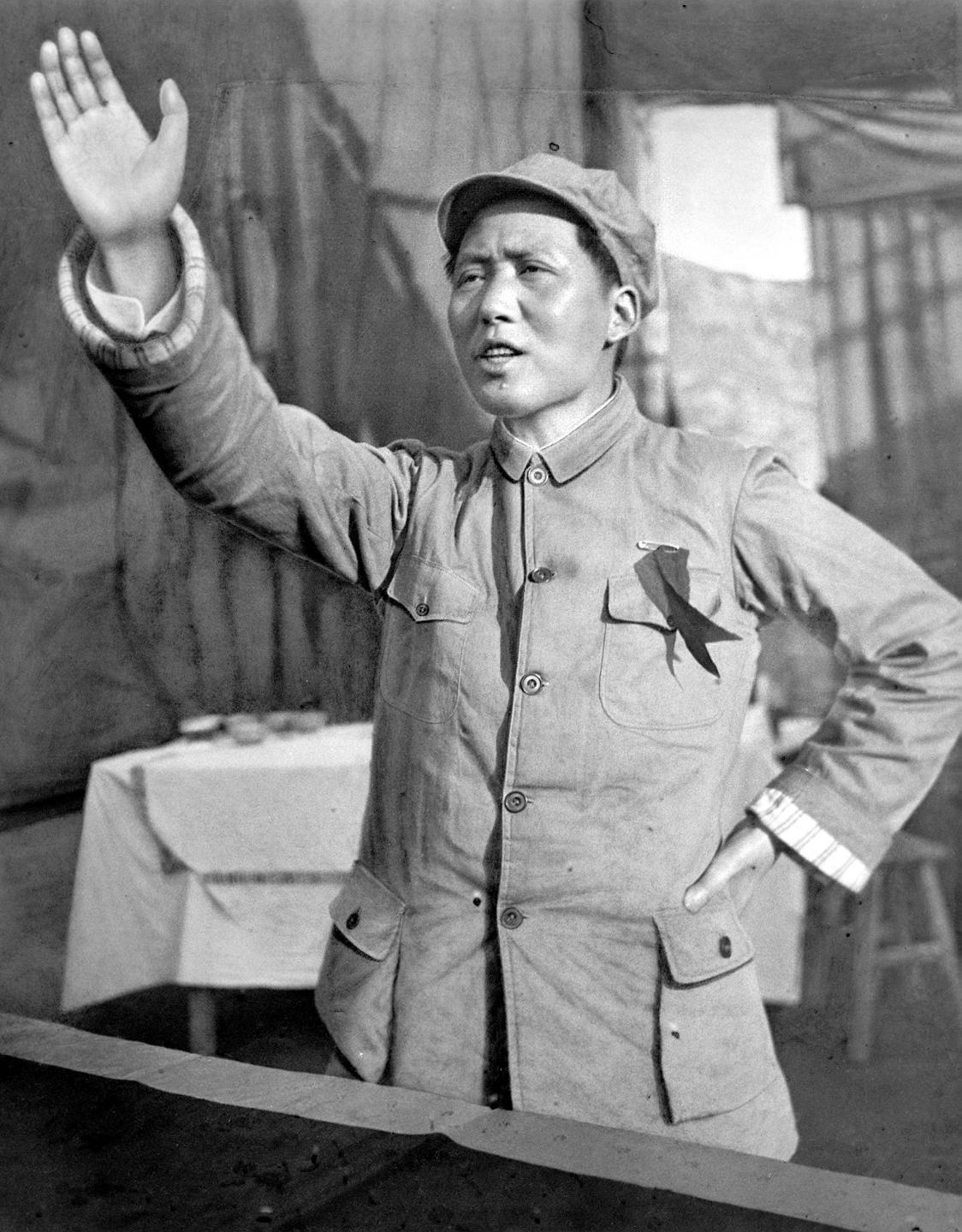
Mao Zedong (1939)

### Mao Zedong durante la segunda guerra sino-japonesa
Mientras la guerra se llevaba a cabo, Mao Zedong seguía yendo a pueblos a difundir su idea para convencer a más gente de unirse a su causa. Y mientras hacía esto, Mao y su gente estaban siendo parte de la Gran Marcha, un evento que duró de 1914 a 1915, que tenía como objetivo escapar de las fuerzas armadas del Kuomintang. Mao no se entrometió mucho en la guerra, él seguía convenciendo a la gente. Aunque sí participó en un par de batallas. Mao contribuyó con gente en batallas de una relevancia menor, pero ayudó al KMT. Pero, también Mao fue de gran importancia en las últimas batallas que definirán el resultado de la guerra que se centraban en la defensa de las ciudades restantes, y en la más importante que restaba, Wuhan (1943).